# L'albero di Idhunn
L'albero di Idhunn è il secondo libro della saga, La ragazza drago, scritta da Licia Troisi. Venne pubblicato il 26 aprile 2009 dalla Arnoldo Mondadori Editore e successivamente tradotto in polacco, turco, tedesco, spagnolo, catalano e francese.

## Trama
In questo romanzo, ritroviamo Sofia e Lidja nella magica città delle streghe: Benevento. 
Dopo infatti nove mesi di assoluta tranquillità dall'ultima missione, durante il quale le due Draconiane hanno imparato a controllare i loro poteri e ad evocare le grandi ali dei rispettivi draghi, il professore decide di inviarle in tournée con il circo di Lidja, mentre lui si recherà in Ungheria sulle tracce del terzo Draconiano. 
Lavorare al circo però non piace molto a Sofia, specialmente quando deve esibirsi come pagliaccio, così la ragazzina spesso ricerca la solitudine al riparo di un piccolo chiostro aperto al pubblico, dove incontra una gentile vecchina, che non solo appare e scompare misteriosamente, ma intuisce pure che Sofia possiede dei poteri speciali. 
Una sera, al circo, Sofia incontra per caso Fabio, un bel ragazzo dall'aspetto tormentato e dai modi strafottenti. Sofia se ne innamora a prima vista, ignara che il ragazzo sia in realtà il terzo Draconiano tanto cercato dal professore. Fabio però è anche al servizio delle viverne e collabora con Ratatoskr alla ricerca del secondo frutto che sembra trovarsi proprio a Benevento.
Fabio infatti ha in sé l'anima di Eltanin, il drago domatore del fuoco che ai tempi di Draconia, in cambio di più potere, tradì i suoi compagni per allearsi con Nidhoggr. Fabio possiede anche due bracciali di ferro datigli da Nidhoggr che gli consentono di usare le armi e le armature degli Assoggettati senza però perdere la sua volontà, come normalmente accadrebbe ad altre persone. 
Nel frattempo, attraverso alcuni sogni, Sofia e Lidja scoprono che in passato a Benevento esisteva un noce leggendario, menzionato in tutte le leggende e considerato luogo dei sabba delle streghe, ma in realtà molto simile all'Albero del Mondo. Le due amiche si mettono così alla ricerca dell'albero pensando di poter trovare con esso anche il secondo frutto. 
Durante le sue ricerche in solitaria, Sofia incrocia per caso Fabio, scoprendo così che il ragazzo lavora per le viverne. I due si scontrano, ferendosi reciprocamente. 
Il professore nel frattempo giunge a Benevento ed, appreso da Sofia dello scontro, informa lei e Lidja che Fabio è il terzo Draconiano da lui vanamente cercato in Ungheria e del tradimento di cui in passato si macchiò il drago che alberga in lui.
Con il professore nuovamente tra loro, le due amiche si mettono a cercare il magico noce per tutta la città, ignare che Fabio le stia pedinando su ordine di Nidhoggr per rubare il risultato dei loro sforzi.
Alla fine Lidja ha una visione del teatro romano, dove si trova una chiave in grado di aprire una porta verso un'altra dimensione dove è nascosto il noce. Al teatro però Sofia e Fabio si scontrano di nuovo, ma, proprio quando le parole di Sofia stanno per far breccia nell'animo tormentato di Fabio, compare Ratatoskr che le ruba la chiave e ferisce il professore. Riportato Schlafen al circo, Sofia e Lidja si recano nel luogo dove si trova il noce, ma il loro arrivo è tardivo perché Fabio e Ratatoskr riescono a portare a termine il rito che fa risorgere il noce a Benevento. La pianta, tuttavia, corrotta dal sangue di Nidhoggr, è ora malvagia e crea una foresta primitiva piena di pericoli per tutta la città,  addormentando tutti coloro che la abitano, eccetto le viverne e Draconiani. Dal noce infine emerge una ragazza, Matilde, morta nel medioevo perché accusata di stregoneria e che non è altri che la reincarnazione di Idhunn, la Custode umana a cui Eltanin affidò il proprio frutto. Fabio inizia così a ricordare attraverso Eltanin, che in realtà il drago si pentì di essersi schierato con le viverne, per cui cerca di avvisare Idhunn del pericolo, ma gli innesti datigli da Nidhoggr prendono il controllo del suo corpo, così è obbligato dalla Grande Viverna a portare via ad Idhunn il frutto. 
Nel frattempo giungono Lidja e Sofia, che, dopo varie peripezie per la città, hanno incontrato la vecchia conosciuta da Sofia: il fantasma della madre di Matilde, alias Idhunnː, la quale ha finalmente spiegato loro la tragica storia della figlia. 
Lidja si mette dunque all'inseguimento di Ratatoskr, fuggito con il frutto, mentre Sofia salva Fabio dagli innesti di ferro; in questo modo il ragazzo riesce a ricordare definitivamente il suo passato ed il ritorno di Eltanin dalla parte dei draghi. Comprendendo di essere stato usato, anche Fabio cerca di raggiungere Ratatoskr per ucciderlo e vendicarsi. Nella lotta però Sofia viene ferita gravemente. 
Fabio allora usa il frutto per sconfiggere Ratatoskr, far sparire la foresta e curare Sofia. Lo spirito di Idhunn lo perdona per i suoi errori, passati e presenti, ed insieme alla madre fantasma, lascia per sempre questo mondo. 
In ospedale, dove viene portata Sofia, Fabio incontra il professoreː e per la prima volta si sente fiero di sé per aver fatto del bene e per aver salvato la vita di Sofia. Ora sa da che parte stare, ma non si sente pronto ad amare di nuovo altre persone o a combattere in squadra, così lascia non visto l'ospedale. 
Alla fine Sofia, Lidja e il professore lasciano Benevento portando con loro il frutto. 
Fabio non andrà con loro, nonostante la delusione di Sofia, sempre innamorata di lui, ma ormai ha aderito alla loro causa, come dimostra il fatto che da lontano li saluti prima della loro partenza.

## Personaggi
Template:Sofia, Lidja, professore

## Draconiani
Sofia Schlafen: adolescente di 14 anni, insicura ma generosa e di buon cuore, adottata dal professor Schlafen. Capelli ricci e rossi, due grandi occhi verdi e svariate lentiggini attorno al naso, protagonista della storia. È appassionata dei libri fantasy ed horror. Dentro di lei risiede lo spirito di Thuban, il capo dei Draghi Guardiani. Grazie a lui Sofia ha il potere della vita: può far crescere liane e piante che usa per immobilizzare o attaccare gli avversari. S'innamora a prima vista di Fabio ed è convinta che il ragazzo possa riscattare sia suoi errori, che quelli di Eltanin.
Lidja: adolescente di 14 anni. Fin dall'inizio si dimostra la più coraggiosa del gruppo. È descritta come molto carina, atletica, con lunghi capelli corvini ed occhi scuri. È la trapezista nel circo, dove è stata cresciuta dalla defunta nonna. Dentro di lei risiede lo spirito di Rastaban, il migliore amico di Thuban. Lidja ha il potere della telepatia e della telecinesi, anche se per combattere usa solo la seconda: può infatti sollevare gli oggetti con il pensiero e, in caso di necessità, lanciarli contro i nemici. Diversamente da Sofia non prova simpatia per Fabio, in quanto la sua lealtà, il suo senso di squadra e l'indiscussa fedeltà di Rastaban alla causa dei draghi le rendono difficile perdonare,sia il tradimento di Eltanin, che il carattere solitario e scontroso di Fabio.
Fabio Szilard: adolescente di 15 anni, alto, magro, con voluminosi ricci scuri ed occhi neri. In lui alberga Eltanin, il drago che doma il fuoco. Ha un carattere sicuro, forte, ma anche strafottente e poco socievole. La sua indole tormentata è dovuta al suo passato difficile. La madre era originaria di Benevento, ma per amore si trasferì in Ungheria, patria del padre di Fabio. Questi tuttavia rinnegò il figlio a causa dei suoi poteri di Draconiano, così Fabio e la madre tornarono a Benevento in condizioni di povertà, sino alla morte di quest'ultima. Fabio, indurito il suo cuore per il dolore, finì in diversi orfanotrofi, dimostrandosi un ragazzo ribelle e difficile da gestire. Viene infine trovato da Ratatoskr che gli racconta una mezza verità sulle sue origini, il tradimento senza pentimento di Eltanin, per convincerlo a collaborare con le viverne. Alla fine Fabio scopre che in realtà Eltanin si pentì, tornando dalla parte dei draghi cercando vendetta contro Ratatoskr senza riuscirci. In compenso salva la vita a Sofia, e, anche se alla fine passa dalla parte dei Draconiani, decide di non tornare a Roma con il professore, Sofia e Lidja perché vuole prima capire sé stesso e riflettere sul suo passato.

## Custodi
Professore Schlafen: eccentrico professore di antropologia di origini tedesche, padre adottivo di Sofia e mentore dei Draconiani. Si veste sempre da uomo dell'Ottocento ed abita in un'isolata e suggestiva villa vicino al Lago d'Albano. In realtà è la reincarnazione di un'antica casta di sacerdoti draconiati, chiamati, i Custodi. All'inizio del libro si trova in Ungheria per cercare Fabio, poi però raggiunge Sofia e Lidja a Benevento per spiegargli l'oscuro passato di Eltanin.

## Draghi
Thuban: capo dei Draghi Guardiani, è un drago di colore verde smeraldo con il potere della vita. Può infatti controllare le piante e ricreare la clorofilla dell'Albero del Mondo, benefica per i draghi, ma letale per le viverne. Fu l'ultimo a cadere in battaglia dopo aver imprigionato Nidhoggr. Prima di morire infuse il suo spirito in Lung, un avo di Sofia. Sofia condivide con lui pensieri e ricordi.
Rastaban: il più fedele e leale dei Draghi Guardiani e miglior amico di Thuban. Controlla il potere della telecinesi e della telepatia. È di colore rosso magenta. All'epoca della guerra tra draghi e viverne era considerato un punto fermo nella resistenza dei draghi, probabilmente considerato il combattente più disciplinato e sicuramente più convinto della causa. Fu il primo a morire, ucciso da Nidhoggr sotto gli occhi di Thuban.
Eltanin: drago giallo-dorato avente il potere del fuoco. Era il drago più giovane, impulsivo ed ambizioso dei cinque. Consapevolmente tradì i suoi compagni quando Nidhoggr gli promise più potere se si fosse votato alla causa delle viverne e gli consegnò parte della linfa dell'Albero del Mondo per riuscire a penetrare le difese dell'arbusto e divorarne le radici. Si pentì tuttavia grazie ad Idhunn, la Custode umana che per lui era come una sorella, e riscattò il proprio errore nascondendo il frutto che gli apparteneva e ribellandosi alle viverne.

## Antagonisti
Nidafjoll: anche detta "Nida", è una delle emanazioni terrene di Nidhoggr. Anche se appare come una bella ragazza ventenne con un caschetto biondo, è in realtà una viverna nera in grado di scatenare fiamme fredde come ghiaccio. Non compare in questo libro, impegnata altrove per cercare il terzo frutto.
Ratatoskr: altra emanazione terrena di Nidhoggr. Ha l'aspetto di un bel ragazzo ventenne, ben vestito e dai modi affettati. In realtà è anche lui una viverna nera. Avulso da ogni sentimento umano o di pietà, si serve di Fabio, ingannandolo e sfruttando i ricordi incompleti del Draconiano allo scopo di giungere al frutto di Eltanin.
Nidhoggr: è il nemico supremo, la Grande Viverna simbolo del male e dell'odio, imprigionata da Thuban sottoterra dopo la battaglia finale. Nonostante l'indebolimento del sigillo, non può ancora manifestarsi sulla terra, per questo si serve di Nida e Ratatoskr, le sue promanazioni in grado anche di assumere aspetto umano. Sebbene Nidhoggr li chiami "figli", in realtà i due sono da lui considerati servi-sottoposti, al di poco superiori agli umani, che la Grande Viverna non esita a punire crudelmente in caso di fallimento. I due lo evocano di tanto in tanto per riferirgli l'esito delle rispettive missioni.

## Personaggi presenti in questo libro
Idhunn: una dei cinque Custodi, sacerdoti umani, che, all'epoca di Draconia, proteggevano l'Albero del Mondo. Anche il suo spirito, come quello che alberga nel professore, si è trasmesso per generazioni, sino a che, nel medioevo, si reincarnò in Matilde. Quest'ultima tuttavia venne scambiata per una strega e in quell'epoca morì. Ella tuttavia fece in modo di conservare il proprio spirito nel noce di Benevento insieme al frutto di Eltanin: solo a quest'ultimo infatti avrebbe ridato il frutto. Fu grazie a lei che all'epoca di Draconia Eltanin comprese il proprio sbaglio.
Una vecchina: fantasma di un'anziana e gentile signora che nel medioevo era la madre di Matilde. Vaga per Benevento in cerca della figlia. Più volte si manifesta a Sofia, aiutandola, e alla fine lei e la figlia si ricongiungono per passare a miglior vita.
Alma: zingara, direttrice del circo dove vive Lidja e amica della nonna di quest'ultima. Lidja la considera una sorta di "zia", ed è infatti a lei che il professore chiede di poter tenere Lidja con sé, in quanto Alma aveva promesso alla nonna di Lidja di prendersi cura di quest'ultima. Veste con variopinti abiti gitani e fuma sempre qualche sigaretta.
Carlo e Martina: in arte anche detti "Duo CicoByo", sono due simpatici personaggi, clown all'interno del circo dove lavora Lidja. Ritengono che Sofia abbia un grande talento come pagliaccio.
Minimo: nano banditore appartenente alla compagnia circense del circo di Lidja.
Marcus: domatore grande e grosso parte della compagnia circense di Lidja. Si occupa di Orsola, l'elefante.
Ettore e Mario: gemelli, acrobati e giocolieri, parte della compagnia circense di Lidja. Famoso è il loro numero con i birilli infuocati.
Becca: acrobata equestre che fa parte della compagnia circense di Lidja. Inseparabile dalla sua puledra Dana.
Sara: donna cannone o donna barbuta a seconda della serata. Anche lei, fa parte della compagnia circense di Lidja.

## Edizioni
- Licia Troisi, L'albero di Idhunn, Arnoldo Mondadori Editore, 2009,  p. 256, ISBN 978-88-04-58788-0.